# Agrias oblongomaculata
Agrias oblongomaculata är en fjärilsart som beskrevs av Peter William Michael 1930. Agrias oblongomaculata ingår i släktet Agrias och familjen praktfjärilar. Inga underarter finns listade i Catalogue of Life.